# كله جوب اسفندياري (مقاطعة غيلانغرب)
كله‌جوب اسفندياري (بالفارسية: کله‌جوب اسفندیاری) هي قرية تقع في منطقة مركزية ريفية في إيران. يقدر عدد سكانها بـ 163 نسمة .